# Автобан A95 (Німеччина)
Федеральний автобан A95 (A95, нім. Bundesautobahn 95)  — німецький автобан пролягає з Мюнхена в напрямку Гарміш-Партенкірхен. Довжина 67,4 км. 
Від Мюнхена траса федеральної магістралі 95 до Штарнберга по суті йде по маршруту Олімпіаштрассе і, таким чином, замінює федеральну магістраль 2 на цій ділянці, яка проходила по цій трасі. Однак A95 починається не на розв’язці автомагістралі Мюнхен-Зендлінг-Південний, а приблизно на 1,7 кілометра далі на південний захід від розв’язки Мюнхен-Кройцхоф. Згідно з правилами дорожнього руху, територія між ними є автомагістраллю, тому позначена дорожнім знаком 330 (). Однак, згідно з Федеральним законом про магістральні дороги, ділянка все ще позначається як Федеральна дорога 2 і тому не є частиною Федеральної автомагістралі 95. Крім того, на цій ділянці не стягується плата за проїзд для вантажівок.